# Zilahi Zoltán (sakkozó)
Zilahi Zoltán (született Ziffer) (Budapest, 1903. február 24. – Budapest, 1971. május 9.) magyar könyvelő, sakkozó, versenybíró, sakkfeladvány-szerző.

## Élete
Budapesten született Ziffer Ignác szabó-segéd és Lustig Rozália varrónő gyermekeként. Első sakkfeladványa 23 éves korában, 1925-ben jelent meg, egy 1939-ben megjelent antológia pedig 500-nál több nyomtatásban megjelent feladványát jegyzi, ám 1936–37-ben az úgynevezett Zilahi-témaversennyel vált ismertté Magyarországon. 1932-ben házasságot kötött Popper Károly mészárosmester és Singer Eugénia lányával, Klárával. A bori munkaszolgálatos tábor túlélője volt. A második világháborút követően továbbra is írt sakkfeladványokat, melyek száma óvatos becslés szerint is meghaladja az ezret. 1956-ban a legelsők egyike volt, akik megkapták a nemzetközi versenybírói minősítést.
Kezdetben a Magyar Munkás Sakk-kör tagja, később a magánalkalmazottak csapatának I. osztályú játékosa volt, majd nyugdíjasként a Kereskedelmi, Pénzügyi és Vendéglátóipari Dolgozók Szakszervezete (KPVDSZ) nyugdíjas sakkcsapatának tagjaként játszott.
Zilahi nem sakkeredményei révén ismert, ám sakkfeladvány-szerzőként a legtermékenyebb és legsokoldalúbb, nemzetközileg is ismert alkotóink egyike. Neve akkor lett ismert a nemzetközi sakkélet előtt, amikor a Nenad Petrovics szerkesztésében megjelenő horvát Problem című feladványfolyóiratban - más külföldi szerkesztők mellett - Zilahit is felkérték témaverseny rendezésére. A Problem 1956 februárjában megjelent számában egy segítőmatt típusú témával vonult be a sakkfeladvány-szerzés irodalmába.

## Külső linkek
645 Zilahi-feladvány a Schwalbe német feladványgyűjteményben